# Kennedy Mweene
Kennedy Mweene (* 11. prosince 1984, Lusaka) je zambijský fotbalový brankář a reprezentant, v současnosti hráč klubu Mamelodi Sundowns.

## Reprezentační kariéra
V A-týmu Zambie debutoval v roce 2004.

Zúčastnil se několika Afrických pohárů národů. Byl členem týmu, který vyhrál APN 2012 v Gabonu a Rovníkové Guineji.
Zúčastnil se i APN 2015 v Rovníkové Guineji, kde Zambie obsadila se 2 body poslední čtvrté místo v základní skupině B.
Za zambijský národní tým již vstřelil dokonce 2 góly (k únoru 2015).